# Atlantische Hurrikansaison 2016
Die Atlantische Hurrikansaison 2016 begann offiziell am 1. Juni und endete am 30. November. Während dieser Periode bilden sich üblicherweise die meisten Hurrikane, da nur zu dieser Zeit geeignete Bedingungen existieren, wie etwa ein warmer Ozean, feuchte Luft und wenig Windscherung, um die Bildung von tropischen Wirbelstürmen zu ermöglichen. Die Saison begann fünf Monate vor dem offiziellen Start mit Hurrikan Alex. Dieser war der erste atlantische Hurrikan im Monat Januar seit Hurrikan Eins im Jahr 1938.
Die Hurrikansaison 2016 war die aktivste und kostenintensivste Saison seit der Atlantischen Hurrikansaison 2012. Sie forderte die meisten Todesopfer seit der Saison 2005. Der stärkste, tödlichste und kostenintensivste Sturm der Saison war Hurrikan Matthew, einem der südlichsten Kategorie-5-Hurrikane seit der Aufzeichnung und der erste Kategorie-5-Hurrikan, der sich im Atlantik gebildet hat, seit Hurrikan Felix 2007. Mit über 1.600 Todesopfern war Hurrikan Matthew der tödlichste Hurrikan seit Hurrikan Stan 2005. Zusammen mit der Entstehung des Hurrikan Nicole gab es erstmals zwei Stürme, die sich im Oktober bildeten und den Status Kategorie-4-Hurrikan oder höher erreicht haben. Mit dem Erreichen des Status eines schweren Hurrikans von Hurrikan Nicole hatte die Saison 2016 erstmals seit 2011 mehr als zwei schwere Hurrikane.
Stürme im Pazifischen Ozean sind im Artikel Pazifische Hurrikansaison 2016 gelistet.

## Übersicht
Im Jahr 2016 der Atlantischen Hurrikansaison entwickelten sich im atlantischen Becken 16 tropische Tiefdruckgebiete, von denen 15 die Stärke eines tropischen Sturms erreichten. Von diesen erreichten sechs Hurrikanstärke. Die Bildung von Hurrikan Alex am 12. Januar war das früheste Auftreten eines Hurrikan im Januar seit Hurrikan Alice, der sich bereits im Dezember 1954 bildete und den Jahreswechsel 1954/1955 überdauerte, sowie der erste Hurrikan seit 1938, der sich im Januar bildete. Hurrikan Matthew war der stärkste Sturm der Saison und erreichte andauernde Windgeschwindigkeiten bis zu 260 km/h. Ihm fielen geschätzt 1.655 Menschen zum Opfer.
Die folgende Tabelle gibt einen Überblick über die Stürme in dieser Saison:
| Name     | Zeitraum                        | Kategorie (SSHS) | max. Windgeschwindigkeit (in km/h) | minimaler Kerndruck (in hPa) | Betroffene Gebiete                                                                                         | Schäden (in Mio. US-$) | Tote |
| -------- | ------------------------------- | ---------------- | ---------------------------------- | ---------------------------- | --- | ---------------------- | ---- |
| Alex     | 12. Januar bis 15. Januar       | 1                | 140                                | 981                          | Bermuda, Azoren                                                                                            |                        | 1    |
| Bonnie   | 27. Mai bis 4. Juni             | TS               | 75                                 | 1006                         | Bahamas, USA                                                                                               | 0,64                   | 2    |
| Colin    | 5. Juni bis 7. Juni             | TS               | 85                                 | 1001                         | Mexiko, Kuba, USA                                                                                          | 0,01                   | 6    |
| Danielle | 19. Juni bis 21. Juni           | TS               | 75                                 | 1007                         | Mexiko |                        | 1    |
| Earl     | 2. August bis 6. August         | 1                | 140                                | 979                          | Puerto Rico, Dominikanische Republik, Jamaica, Mexiko                                                      | 250                    | 67   |
| Fiona    | 17. August bis 23. August       | TS               | 85                                 | 1004                         | |                        |      |
| Gaston   | 22. August bis 3. September     | 3                | 195                                | 956                          | Azoren |                        |      |
| TD 8     | 28. August bis 1. September     | TD               | 55                                 | 1009                         | North Carolina                                                                                             |                        |      |
| Hermine  | 28. August bis 3. September     | 1                | 130                                | 982                          | Dominikanische Republik, Kuba, Bahamas, USA                                                                | 800                    | 5    |
| Ian      | 12. September bis 16. September | TS               | 95                                 | 994                          | |                        |      |
| Julia    | 14. September bis 19. September | TS               | 65                                 | 1007                         | USA | 6,13                   |      |
| Karl     | 14. September bis 25. September | TS               | 110                                | 988                          | Kap Verde, Bermuda                                                                                         |                        |      |
| Lisa     | 19. September bis 25. September | TS               | 85                                 | 999                          | |                        |      |
| Matthew  | 28. September bis 9. Oktober    | 5                | 260                                | 934                          | Kleine Antillen, Venezuela, Kolumbien, Jamaica, Haiti, Dominikanische Republik, Kuba, Bahamas, USA, Kanada | 10.000                 | 1655 |
| Nicole   | 4. Oktober bis 18. Oktober      | 4                | 215                                | 950                          | Bermuda, Nordatlantikküste                                                                                 |                        | 2    |
| Otto     | 21. November bis 25. November   | 2                | 175                                | 975                          | Panama, Costa Rica, Nicaragua, Kolumbien                                                                   | 34                     | 23   |

## Stürme

### Hurrikan Alex
Ein schwaches Tiefdruckgebiet bildete sich in Verbindung mit einer stationären Front am 6. Januar im Nordwesten Kubas. Die frontale Welle intensivierte sich, als sie sich in Richtung des Zentral-Atlantik bewegte. Am 10. Januar erreichte der Sturm zwischenzeitlich Orkanstärke. Von ungewöhnlich hohem Druck gesteuert, bewegte sich das System südostwärts über wärmeres Wasser. Am 12. Januar um 18:00 Uhr UTC formierte sich der subtropische Sturm Alex, als sich die zugehörigen Fronten auflösten, sein Windfeld symmetrischer wurde und die Konvektion nahe dem Zentrum zunahm. Trotz ungünstiger Wassertemperaturen konnte Alex von schnell abkühlenden oberen Lufttemperaturen profitieren. Er intensivierte sich dabei stark und drehte nach Nordosten. Das Vorhandensein einer tiefen Konvektion und eines auf Satellitenbildern erkennbaren Auges zeigte die Entwicklung Alex’ zu einem rein tropischen Sturm an. Dieser intensivierte sich am 14. Januar um 06:00 Uhr UTC zu einem Hurrikan. Bereits sechs Stunden später erreichte Alex seinen Höhepunkt mit andauernden Windgeschwindigkeiten von bis zu 140 km/h. Danach wechselte Alex die Zugrichtung nach Norden, bevor er sich vor seinem ersten Landkontakt auf Terceira, Azoren zu einem tropischen Sturm abschwächte.
Die Vorläufer von Hurrikan Alex produzierten Windböen bis zu 97 km/h (60 mph) auf Bermuda und küstennahe Wellen mit einer Höhe bis zu 6 Meter. Dieser Sturm beeinträchtigte den Luftverkehr, entwurzelte Bäume, verursachte gelegentliche Stromausfälle und zwang Fähren, ihren Service einzustellen. Auf den Azoren hinterließ der Sturm maximale Niederschlagsmengen von bis zu 103 mm in Lagoa. Die stärksten Böen mit 92 km/h trafen Ponta Delgada und verursachten geringfügige bis mäßige Schäden. Eine Person starb an den Folgen eines Herzinfarktes, da wegen des Sturms ein Rettungshubschrauber nicht starten konnte.

### Tropischer Sturm Bonnie

#### Sturmverlauf
Am 24. Mai begann das NHC eine Wetterstörung zu beobachten, die aus einem Zusammenwirken einer Kaltfront und eines Höhentrogs entstand. Am nächsten Tag bildete sich ein Tiefdruckgebiet, welches schließlich um 21:00 Uhr UTC des 27. Mai als tropisches Tiefdruckgebiet mit ausreichender Organisation deklariert wurde. Der Sturm bewegte sich innerhalb einer nur wenig förderlichen Umgebung Richtung West-Nordwest. Einen Tag später intensivierte sich das Tief in den Tropischen Sturm Bonnie. Die anhaltenden Effekte starker Windscherungen und feuchter Luft brachten den Sturm dazu, sich am 29. Mai weiter abzuschwächen. Bonnie schwächte sich eine Stunde vor dem ersten Landkontakt im Osten von Charleston, South Carolina zu einem tropischen Tiefdruckgebiet ab. Das Tief wand sich durch South Carolina für über einen Tag, bevor sie am 30. Mai als Tiefdruckgebiet den nordöstlichen Teil des Staates durchlief. Bonnie intensivierte sich auf Grund guter Bedingungen am 2. Juni wieder zu einem tropischen Tief. Später erstarkte das Tiefdruckgebiet durch eine starke Konvektion zu einem tropischen Sturm. Anschließend schwächte der Sturm am 4. Juni wieder zu einem tropischen Tief ab, um am 5. Juni abschließend als Tiefdruckgebiet zu verschwinden.

#### Auswirkungen
Auf Grund der Formation wurde eine Sturmwarnung in South Carolina vom Savannah River bis zum Little River ausgegeben. Starker Regen auf Grund von Bonnie führte zu örtlichen Überflutungen und zwang die South Carolina Highway Patrol die Südbahnen der Interstate 95 in Jasper County zu sperren. Brandungsrückströmungen entlang der südöstlichen Küstenlinie der Vereinigten Staaten führten zu Dutzenden Rettungsaktionen; der Körper eines 20-Jahre alten Mannes wurde in Brevard County, Florida geborgen, nachdem er ertrunken war. Der Körper eines 21-Jährigen wurde in New Hanover County, North Carolina geborgen, bevor er einige Tage zuvor verschwunden war. Bonnie hat insgesamt einen Sachschaden von geschätzt 640.000 US-Dollar verursacht.

### Tropischer Sturm Colin

#### Sturmverlauf
Anfang Juni trat ein Tiefdruckgebiet in das Karibische Meer ein. Das Tief verblieb unorganisiert; es besaß eine isolierte Konvektion hauptsächlich im östlichen Quadranten. Am 3. Juni drehte sich der Sturm nordwärts in den Golf von Mexiko und die Konvektion bewegte sich in das Zentrum des Sturms. Der Sturm bewegte sich über die Yucatán-Halbinsel am 5. Juni, als das NHC den Sturm als Tropisches Tiefdruckgebiet 3 klassifizierte und Sturmwarnungen für die „Big Bend“-Region in Florida ausgab. Später intensivierte sich das Tief zum tropischen Sturm Colin, kurz nachdem Sturmwarnungen für den Osten Floridas und Georgias ausgegeben wurden. Der tropische Sturm ist der früheste dritte benannte tropische Sturm seit den Aufzeichnungen für das Atlantische Gebiet 1887. Colin beschleunigte in Richtung der Küste Floridas am 6. Juni, blieb aber unorganisiert und bewegte sich allmählich weiter nordostwärts. Anschließend verursachte eine starke Intensivierung der Konvektion Windgeschwindigkeiten bis zu 85 km/h (50 mph). Colin beschleunigte weiter Richtung Nordosten, behielt dabei seine Intensität und traf am 7. Juni gegen 03:00 Uhr UTC das erste Mal in der „Big Bend“-Region auf Land. Anschließend begann der Sturm sich abzuschwächen, als er sich vor die Küste Georgias bewegte, bis er einige Stunden später als außertropisches System verschwand.

#### Auswirkungen
Colin verursachte starken Niederschlag in großen Teilen Floridas. Es wurden ebenso Flut- und Tornadowarnungen ausgegeben. Insgesamt ertranken drei Menschen entlang des Florida Panhandle auf Grund von Brandungsrückströmungen, während ein vierter vermisst wurde und nun als verstorben gilt. Colin richtete in der Tampa Bay Area einen Gesamtschaden von 10.000 US-Dollar an.

### Tropischer Sturm Danielle

#### Sturmverlauf
Am 8. Juni entwickelte sich eine tropische Welle vor der Westküste Afrikas, welche am 15. Juni das südwestliche karibische Meer erreichte. Am selben Tag erhöhte sich die Konvektion und das System organisierte sich drei Tage nach Eintreten in die „Bay of Campeche“ besser, um anschließend gegen 12:00 Uhr UTC des 19. Juni als tropisches Tiefdruckgebiet klassifiziert zu werden. Sie bewegte sich west-nordwestwärts und dann nordwestwärts; am 20. Juni um 06:00 Uhr UTC entstand aus dem Tiefdruckgebiet der tropische Sturm Danielle. Nur sechs Stunden später erreichte der Sturm maximale Windgeschwindigkeiten von 75 km/h (45 mph). Danielle hatte ersten Landkontakt nahe Tamiahua, Mexiko mit abgeschwächten Winden bis zu 65 km/h (40 mph). Der Sturm schwächte stark ab, als er sich weiter ins Land bewegte, und wurde am 21. Juni um 00:00 Uhr UTC zu einem tropischen Tiefdruckgebiet herabgestuft. Am selben Tag schwächte sich das Gebiet weiter ab und löste sich über den Bergen des östlichen Mexikos auf.

#### Auswirkungen
Danielle verursachte lediglich geringen Sachschaden. In Mexiko ertrank ein obdachloser Mann nach einer Sturzflut in Ciudad Madero, Tamaulipas.

### Hurrikan Earl

#### Sturmverlauf
Am 28. Juli begann das NHC eine tropische Welle im Zentralatlantik zu beobachten. Die schnelle Bewegung der Wetterstörung verhinderte eine weitere Entwicklung in den nächsten Tagen, bis sie am 2. August Jamaika erreichte, wo ein Aufklärungsflugzeug ein Vorhandensein einer geschlossenen Zirkulation bestätigte. Da bereits Winde in tropischer Sturmstärke vorlagen, wurde die Störung als Tropischer Sturm Earl klassifiziert. Er bewegte sich hauptsächlich westwärts und intensivierte sich über warmem Ozeanwasser und leichten Windscherungen und erreichte Hurrikanstärke am 3. August mit maximalen Windgeschwindigkeiten bis zu 140 km/h. Earl traf das erste Mal am 4. August um 06:00 Uhr UTC im Südwesten von Belize City, Belize auf Land. Er schwächte sich über Land schnell ab, hielt aber die minimale Intensität für einen tropischen Sturm, als er am nächsten Tag weiterzog und im Süden der „Bay of Campeche“ auftauchte. Hurricane Hunters, welche in den Sturm flogen, maßen unerwarteterweise maximale Windgeschwindigkeiten von bis zu 95 km/h (60 mph). Der Sturm behielt diese Geschwindigkeiten bei, als er am 6. August um 02:00 Uhr UTC erneut im Süden von Veracruz, im Bundesstaat Veracruz, Mexiko, auf Land traf. Earl schwächte seitdem stark ab und die Zirkulation des Sturms löste sich um 15:00 Uhr UTC auf.

#### Auswirkungen
Die Vorläufer von Earl brachten starke Regenfälle und Windböen zu den Kleinen und Großen Antillen. Durch starke Winde in der dominikanischen Republik brach eine Stromleitung auf einen Bus, woraufhin kurzzeitig ein Feuer ausbrach und sechs Menschen tötete. Nennenswerte Beeinträchtigungen traten in Belize auf, als der Sturm dort auf Land traf. Der Hurrikan entwurzelte Bäume, kippte Stromleitungen um, deckte Dächer ab und erzeugte Sturmfluten und Überschwemmungen. Erdrutsche nach dem zweiten Landkontakt in Mexiko verursachten weitere 54 Todesfälle.

### Tropischer Sturm Fiona
Am 14. August erfasste das NHC eine tropische Welle und eine damit verbundene Konvektion vor der westlichen Küste Afrikas mit einer potentiellen Entwicklung zum tropischen Sturm. Am 17. August um 03:00 Uhr UTC wurde sie zu einem tropischen Tiefdruckgebiet klassifiziert, nachdem sie sich weiter nordwestwärts bewegte. In einer nachträglichen Analyse stellte sich heraus, dass dies Fiona war, und das sie bereits vorher entstanden war als angenommen. Sie entstand am 16. August um 18 Uhr UTC. Das Tief begann sich langsam zu organisieren und es entwickelte sich ein zentrales, dichtes Wolkenmerkmal, woraufhin das Tief am 17. August um 21:00 Uhr UTC zum Tropischen Sturm Fiona aktualisiert wurde. Trotz starken westlichen Windscherungen, reichlich feuchter Luft und einem rauen Satellitenbild wurden am 20. August gegen 03:00 Uhr UTC maximale Windgeschwindigkeiten von bis zu 85 km/h (50 mph) gemessen. Obwohl gelegentliche Ausbrüche starker Konvektion in einer sturmfeindlichen Umgebung fortsetzten, schwächte sich Fiona am 22. August zu einem tropischen Tiefdruckgebiet ab und verschwand als Tiefdruckgebiet am Morgen des 23. August.

### Hurrikan Gaston
Am 17. August gab das NHC bekannt, dass es eine mögliche Entwicklung einer tropischen Zyklone vor der westlichen Küste Afrikas innerhalb der nächsten Tage erwarte. Ein schwaches Tiefdruckgebiet zusammen mit einer tropischen Welle entstand drei Tage später im östlichen Atlantik. Diese beiden Wetterstörungen verschmolzen daraufhin am 22. August um 12 Uhr UTC zu einem tropischen Tiefdruckgebiet. Das neue Tiefdruckgebiet organisierte sich während es Richtung Nordwesten geleitet wurde, um sich sechs Stunden später zum Tropischen Sturm Gaston zu intensivieren und schließlich am 24. August um 12:00 Uhr UTC als Hurrikan Gaston klassifiziert zu werden. Nach seinem anfänglichen Höhepunkt nahm die Stärke des Sturms zu einem Tropischen Sturm ab, als er durch eine starke südwestliche Windscherung behindert wurde. Am 27. August nahmen die starken Winde ab, während sich auf Satellitenbildern ein schwaches Auge im zentralen Wolkenbild etablierte, welches den Start einer erneuten Intensivierung andeutete.
Gaston erreichte erneut Hurrikanstärke am 27. August gegen 18:00 Uhr UTC und entwickelte sich weiter und erreichte um 18:00 Uhr UTC des darauffolgenden Tages als erster Hurrikan der Saison die Kategorie-3. Mit einer symmetrischen Konvektion, welche ein gut ausgeprägtes Auge umgab, erreichte Gaston sechs Stunden später seine Spitze mit Windgeschwindigkeiten bis zu 195 km/h (120 mph). Ein mittelstarker Trog bewegte sich südwestwärts durch den Nordatlantik welcher Gaston Richtung Norden bzw. Nordosten steuerte. Aufkommendes kaltes Wasser und zyklische Eyewall-Neubildungen verursachten eine Abschwächung Gastons am 29. August. Später erreichte Gaston unerwartet eine Intensivierung und erreichte am 31. August erneut Winde bis zu 195 km/h. Gaston erreichte später an diesem Tag Umgebungen mit kälterem Wasser und mehreren Windscherungen, woraufhin er sich wieder abschwächte und um 18 Uhr UTC unter die Grenze des starken Hurrikans fiel. Am 2. September um 12 Uhr UTC verlor er seine Hurrikanstärke endgültig. Anschließend führten sturmfeindliche Bedingungen zur Auflösung der starken Konvektion und Gaston entwickelte sich zu einem post-tropischen Zyklon, als das Zentrum der Insel Flores streifte.

### Tropisches Tief Acht
Am 25. August bildete sich eine Wetterfront nahe Bermuda, die vorher die restliche Zirkulation des tropischen Sturms Fiona aufgenommen hatte. Am 26. August schwächte sich die Front ab und ein breites Gebiet niedrigen Drucks entstand im südwestlichen Ende der Wetterfront. Am 27. August definierte sich das Tief besser, konnte auf Grund von fehlender Gewitteraktivität aber nicht klassifiziert werden. An diesem Punkt bewertete das National Hurricane Center das Tief nur mit einer geringen (<40 %) Chance auf weitere Entwicklung, vor allem wegen unvorteilhaften Bedingungen wie trockener Luft und mittelstarken Windscherungen, obwohl die dazugehörigen Gewitterstürme Windgeschwindigkeiten bis zu 55 km/h (35 mph) erzeugten. Durch einen starken Anstieg der Konvektion nahe dem Zentrum wurde das Gebiet als Tropisches Tiefdruckgebiet Acht am 28. August gegen 12 Uhr UTC klassifiziert, als das Gebiet 560 km südöstlich von Cape Hatteras, North Carolina war.
Eine weitere Entwicklung war ausgeschlossen, da das Tief sich westwärts in ein Gebiet mittelschwerer Windscherungen bewegte. Am 28. August wurde das Zentrum der Konvektion ausgesetzt. 24 Stunden später verstärkten sich die Gewitter. Am 28. August veröffentlichte das NHC eine Unwetterwarnung für die Outer Banks von North Carolina von Cape Lookout bis nach Oregon Inlet, welche am nächsten Tag ebenfalls vor den Auswirkungen eines tropischen Sturms warnte. Als sie sich am 30. August der Küste Carolinas näherte, bewegte sich das Tief nordwärts und verlangsamte sich; mit 97 km südsüdöstlich von Cape Hatteras war es am dichtesten an den Vereinigten Staaten. Anschließend drehte sich das Tief ostwärts ab. Als es beschleunigte, begann die Zirkulation sich zu verlängern, was eine Phase der Abschwächung einleitete. Am 1. September ging das Tief wahrscheinlich in einem Trog auf. Kurz danach wurden die Reste des Tiefs von einer Wetterfront aufgenommen.
Das Tief näherte sich der Küste der Vereinigten Staaten und die Einwohner begannen, sich auf einen möglichen Landkontakt vorzubereiten. Daraufhin wurde eine Unwetterwarnung ausgegeben, die anschließend auf den Pamlico Sound erweitert wurde, da erwartet wurde, dass sich das Tief in einen tropischen Sturm entwickelt. Die Warnungen wurden am 31. August aufgehoben, da sich das Tief nicht weiterentwickelte und sich von der Küste fortbewegte. Die Auswirkungen des Tiefs blieben relativ gering. Lediglich schwache Regenfälle, Windböen und schwache Brandungen wurden in Outer Banks gemeldet.
Bevor sich das tropische Tief gebildet hatte, wurden einige Auswirkungen der Vorläufer auf Bermuda gemeldet. Am 24. August hatte die Wetterstörung Regenfälle bis zu 3 cm verursacht, welche Überflutungen verursachten. Die nächsten Tage blieben unbeständig, bis das Gebiet weitere 0,58 cm Regen auf die Inselnation brachte. Anschließend bewegte sich das Gebiet endgültig fort.

### Hurrikan Hermine

#### Sturmverlauf
Der Hurrikan Hermine war das neunte tropische Tiefdruckgebiet, der achte benannte Sturm und der vierte Hurrikan in der aktiven Hurrikansaison 2016. Erstmals entdeckte das NHC eine tropische Welle am 18. August etwa 480 km südwestlich von Cabo Verde. Das NHC erwartete eine weitere Entwicklung auf Grund günstiger Bedingungen. Anfangs durch trockene Luft gehindert, entwickelte sich eine besser definierte Zirkulation am 21. August. Am 24. August überquerte das Tiefdruckgebiet Guadeloupe und gelang so in das Karibische Meer. Am 28. August entwickelte sich eine Konvektion mit zunehmend besserer Organisation, für welche später vom NHC Warnungen vor einem tropischen Tiefdruckgebiet Neun ausgegeben wurden. Zu diesem Zeitpunkt befand sich der Sturm zwischen Florida Keys und der Nordküste Kubas. Bis zum 30. August konnte das System keine weitere Intensivierung erreichen. Windscherungen und trockene Luft ließen eine weitere Entwicklung nicht zu. Als am 31. August die Windscherungen abnahmen und eine bessere Organisation der Konvektion eintrat, meldeten die Hurricane Hunters, dass sich das Tiefdruckgebiet etwa 640 km südwestlich von Apalachicola, Florida zum Tropischen Sturm Hermine entwickelt hatte. Anschließend begann Hermine, zu beschleunigen und Richtung Nordosten zu ziehen. Am 1. September klassifizierte das NHC auf Grund von Windgeschwindigkeiten über 120 km/h den tropischen Sturm als Hurrikan Hermine. Kurz vor dem Landfall stellte das NHC maximale Windgeschwindigkeiten von 130 km/h und einen Luftdruck von 982 mbar fest. Der tropische Sturm zog am 5. September weiter Richtung Nordwesten, als er sich nach dem Landfall rasch abschwächte. Am 6. September entwickelte sich Hermine zu einer außertropischen Zyklone.

#### Auswirkungen
Hurrikan Hermine fielen insgesamt fünf Menschen zum Opfer, davon vier direkte Tode und ein indirekter Todesfall. Zusätzlich dazu entstanden Sachschäden in einer Gesamthöhe von 800 Millionen US-Dollar. Darunter zerstörte Wohnhäuser und überflutete Straßen.

### Tropischer Sturm Ian
Am 5. September entdeckte das NHC für die anschließenden Tage erstmals die Möglichkeit der Entwicklung einer tropischen Zyklone im östlichen Atlantik. Eine tropische Welle entstand vor der Westküste Afrika am darauffolgenden Morgen, welche sich am 12. September um 15:00 Uhr UTC langsam mit der tropischen Zyklone zum „Tropischen Sturm Ian“ verschmolz. Durch einen Trog in Richtung Norden und Nordosten geleitet und seinem Zentrum im Westen der Konvektion deplatziert, kämpfte Ian mit starken Windscherungen. Das Zentrum des Sturms organisierte sich am 14. September stärker, was zusätzlich zu der warmen Kernstruktur des Sturms auf Satellitenbildern eine mehr und mehr subtropischere Erscheinung ergab. Um 09:00 Uhr UTC des 16. September wurde ein stärker ausgebildetes Auge ersichtlich und Ian erreichte dementsprechend seine maximale Windgeschwindigkeit von 95 km/h (60 mph) und einem minimalen Druck von 994 hPa. Anschließend entwickelte sich Ian zu einem außertropischen Tiefdruckgebiet, als kalte Luft in das Zentrum des Sturms strömte, als er eine Kaltfront erreichte.

### Tropischer Sturm Julia

#### Sturmverlauf
Am 8. September entwickelte sich 560 km (350 Meilen) östlich der Leeward Inseln ein breites Tiefdruckgebiet mit Regen- und Gewitterstürmen. Die Störung organisierte sich als es am 12. September den Nordwesten der Bahamas erreichte. Eine weitere Entwicklung wurde nicht erwartet. Um 03:00 Uhr UTC am 14. September wurde das System dennoch durch bessere Organisation als Tropischer Sturm Julia, der ersten tropischen Zyklone, die sich über Florida gebildet hat. Nach dem Bilden des Systems bewegte sich der Sturm eine Woche nordwestwärts und anschließend entlang der östlichen Küstenlinie der Vereinigten Staaten. Wegen westlicher starker Winde schwankte Julia periodisch in ihrer Intensität. Dies wurde gleichzeitig durch periodische Verstärkungen der Konvektion um das unorganisierte Zentrum gekennzeichnet. Am 19. September um 09:00 Uhr UTC war das Zentrum des Sturms frei von starker Konvektion und die starken Regenbänder schwächten sich ab. Zu diesem Zeitpunkt wurde der Sturm zu einem Resttief abgestuft. Die Überbleibsel des Sturms begannen abzutreiben und brachten so mehr Regen in diese Region.

#### Auswirkungen
Auf Grund der starken Regenfälle in North Carolina und Virginia mussten 63 Personen aus ihren Häusern gerettet werden und 61 Personen wurden aus einer Pflegeeinrichtung evakuiert. Eine Million Gallonen (ca. 3,8 Millionen Liter) Abwasser flossen von Elizabeth City in den „Pasquotank River“. Der Cashie River in Windsor, North Carolina erreichte einen Wasserstand von 15 Fuß (4,5 Meter) am 22. September, was 2 Fuß über dem Hochwasserstand entspricht. Am selben Tag erklärte Gouverneur Pat McCory den Ausnahmezustand für 11 Countys. Die Countys Bertie, Currituck und Hertford in North Carolina schlossen ihre Schulen.

### Tropischer Sturm Karl
Karl war der 11. benannte Sturm der Atlantischen Hurrikansaison 2016 mit Auswirkungen auf Bermuda und den Kapverdischen Inseln. Der Sturm entstand aus einer tropischen Welle, die das NHC erstmals am 12. September entdeckt hatte. Der Sturm organisierte sich und wurde am 14. September als tropisches Tiefdruckgebiet vor der Küste Westafrikas klassifiziert. Trotz der Prognosen, der Sturm würde keine weiteren Entwicklungen nehmen, wurde er am 15. September auf Grund starker Gewitteraktivität als tropischer Sturm klassifiziert. Nachdem Karl am 25. September weiter Richtung Nordwesten zog, intensivierte er sich zu seinem Höhepunkt mit einer maximalen Windstärke von 110 km/h und einem minimalen Druck von 988 Millibar. Der Sturm ging anschließend in ein außertropisches Tiefdruckgebiet über.
Der Sturm hatte geringe Auswirkungen auf Bermuda und die Kapverdischen Inseln. Er forderte keine Todesopfer.

### Tropischer Sturm Lisa
Am 14. September entdeckte das National Hurricane Center (NHC) das Potential für die Entwicklung eines tropischen Zyklons im Ost-Atlantik für das Ende der Woche. Eine tropische Welle setzte sich zwei Tage später von der Westküste Afrikas in Bewegung und entwickelte sich in ein tropisches Tiefdruckgebiet am Abend des 19. September 2016. Am 20. September verstärkte sie sich zum Tropischen Sturm Lisa. Um 9 Uhr UTC des 22. September erreichte Lisa die größte Intensität mit 85 km/h (50 mph) Windgeschwindigkeit und einem minimalen Druck von 999 mbr. Anschließend schwächte der Sturm auf Grund erhöhter Windscherungen ab, gewann aber einen Tag später wieder an Stärke. Mit für einen Sturm ungünstigen Wetterbedingungen behielt Lisa den Status als tropischer Sturm bis zum 23. September bei, als sich der Sturm um 21 Uhr UTC zu einem tropischen Tiefdruckgebiet abgeschwächt hat. Die letzte Warnung für Lisa wurde vom NHC am 25. September ausgegeben. Eine erneute Bildung des Sturms fand nicht statt.

### Hurrikan Matthew

#### Sturmverlauf
Hurrikan Matthew war ein sehr starker tropischer Wirbelsturm über dem Karibischen Meer. Er entstand am 28. September 2016 und löste sich am 9. Oktober 2016 auf. Er entstand als tropischer Sturm östlich der Inseln über dem Winde und erreichte bereits einen Tag später den Status eines Hurrikan. Er intensivierte sich stetig bis zu einem Klasse-5-Hurrikan und wurde der tödlichste Hurrikan seit Hurrikan Stan 2005. Mit andauernden Windgeschwindigkeiten von bis zu 230 km/h zog der Hurrikan über Haiti, Jamaika, Kuba und Teile der Dominikanischen Republik hinweg, bis er seinen Weg in Richtung Bahamas und der Ostküste der Vereinigten Staaten fortsetzte.
Der Sturm wurde erstmals am 28. September 2016 um 15:00 Uhr UTC vom National Hurricane Center (NHC) als Tropischer Sturm klassifiziert, als Sturmwarnungen für den Tropischen Sturm Matthew herausgegeben wurden. Am 29. September erreichte Hurrikan Matthew mit Windgeschwindigkeiten von bis zu 120 km/h erstmals seit Hurrikan Felix den Hurrikanstatus als im Atlantik entstandener Wirbelsturm. Später bildete sich die Konvektion über dem Zentrum neu und die weiter außen liegenden Gewitter organisierten sich in Regenbänder. Am 30. September bildete sich erstmals ein Auge. Trotz nordwestlicher Windscherung setzte eine explosive Intensivierung ein, und die Windgeschwindigkeit verdoppelte sich innerhalb von 24 Stunden von 130 km/h auf 260 km/h, d. h. Matthew intensivierte sich innerhalb von 24 Stunden von der Kategorie 1 in die Kategorie 5 der Saffir-Simpson-Hurrikanskala. Am frühen Morgen des 1. Oktober schwächte sich der Hurrikan auf einen Stufe-4-Hurrikan mit 250 km/h ab. Nach der weiteren Abschwächung der Windgeschwindigkeiten auf 220 km/h intensivierte sich Hurrikan Matthew gegen 21:00 Uhr UTC wieder auf Geschwindigkeiten bis zu 240 km/h. Am 4. Oktober erreichte Hurrikan Matthew den äußersten Südosten Kubas mit Windgeschwindigkeiten von 220 km/h.

#### Auswirkungen
Hurrikan Matthew forderte während des Verlaufs insgesamt ca. 1.655 Todesopfer und einen Sachschaden von geschätzt mehr als 10 Milliarden US-Dollar.

### Hurrikan Nicole

#### Sturmverlauf
Hurrikan Nicole war der 14. benannte Sturm, der 6. Hurrikan und der 3. starke Hurrikan in der aktiven Atlantischen Hurrikansaison 2016. Am 4. Oktober 2016 bestätigte das National Hurricane Center (NHC) laut Satelliteninformationen, das Vorhandensein erster Zirkulationen. Gleichzeitig nahm die Gewitteraktivität zu. Schließlich klassifizierte das NHC um 15:00 UTC das System als tropischen Sturm Nicole. Zu diesem Zeitpunkt befand sich der Sturm ca. 845 km nordöstlich von San Juan, Puerto Rico. Der Sturm setzte seinen Weg Richtung Nordwesten, in Höhe der Subtropenfront im Norden, fort. Nicole intensivierte sich und entwickelte sich symmetrisch, bis der Sturm am 6. Oktober 2016 um 18:00 UTC zu einem Stufe-1-Hurrikan klassifiziert wurde. Nach einer Reihe schneller Intensivierungen erreichte Nicole am 7. Oktober die frühe Spitze als Kategorie-2-Hurrikan mit Windgeschwindigkeiten bis zu 165 km/h (105 mph). Zur gleichen Zeit bildete sich ein Auge, welches auf Satellitenbildern erkennbar wurde.
Nach kurzer Zeit in Richtung Westen drehte der Hurrikan in den Norden und beschleunigte in Richtung Nordosten. Während der Sturm sich Bermuda näherte, zeigte Hurrikan Nicole ein großes, gut erkennbares Auge, umgeben von einem hochsymmetrischen Wolkenmuster. Nach einer weiteren Periode starker Intensivierung erreichte Hurrikan Nicole ihren Höhepunkt als Kategorie-4-Hurrikan mit Windgeschwindigkeiten von 215 km/h (130 mph) und einem minimalen Druck von 950 mbar. Am 13. Oktober um 15:00 UTC überquerte das Auge des Sturms Bermuda und erreichte erstmals Festland. Am 14. Oktober reduzierte eine südwestliche Windscherung die Stärke des Hurrikans auf einen Kategorie-1-Hurrikan. Der Hurrikan befand sich zu dieser Zeit über Bermuda und Teile der Ostküste der USA. Am frühen Morgen des 15. Oktober schwächte sich der Hurrikan weiter ab und erreichte die Stärke eines tropischen Sturms.

#### Auswirkungen
Der Sturm forderte ein Todesopfer in North Carolina, und eine Person aus Puerto Rico wird vermisst. In Bermuda mussten sieben Personen wegen geringfügigen, wetterbedingten Verletzungen behandelt werden. Die Summe der Sachschäden durch den Hurrikan ist nicht bekannt. Der Hurrikan betraf insgesamt die Regionen Bermuda und die Küstenlinie des Nordatlantik.

### Hurrikan Otto
Am 14. November formte sich in der südwestlichen karibischen See ein unruhiges Wettergebiet. Nachdem es für gut eine Woche umhertrieb, entwickelte sich eine gut definierte Zirkulation mit einer organisierten Konvektion. Das NHC klassifizierte den Sturm am 21. November als Tropischen Sturm Otto, als er vor der Küste Nicaraguas war.  Da er durch warmes Wasser versorgt wurde, konnte sich Otto am 22. November zu einem Hurrikan intensivieren und weiter westwärts bewegen. Er war damit der späteste karibische Sturm, der diese Stärke erreichte. Hurrikan Martha erreichte dieses einen Tag früher im Jahr 1969. Nachdem er immer wieder zwischen Hurrikanstärke und der Stärke eines tropischen Sturms hin- und herschwankte, traf Otto am 24. November das erste Mal an der südlichen Küste Nicaraguas, nahe San Juan de Nicaragua, auf Land. Er erreichte seinen Höhepunkt mit Windgeschwindigkeiten bis zu 175 km/h (110 mph). Damit war Otto der südlichste Hurrikan, der in Zentralamerika auf Land traf. Als Otto sich über Land bewegte, schwächte er sich weiter ab, das Auge behielt jedoch seine Struktur bei. Am 25. November verließ Otto den Atlantischen Bereich und wechselte in den östlichen Pazifik. Er ist damit der erste Hurrikan, der den Übergang vom Atlantik in den östlichen Pazifik seit Hurrikan Cesar–Douglas im Jahr 1996 schaffte. Durch den Hurrikan kamen 18 Menschen ums Leben.

## Sturmnamen
Die folgenden Namen wurden in dieser Saison vergeben. Diese Liste ist identisch mit der Liste für die Atlantische Hurrikansaison 2010 mit Ausnahme von Igor und Tomas, die durch Ian und Tobias ersetzt wurden. Durch die World Meteorological Organization wurden im März 2017 die Namen Matthew und Otto von der Liste der Namen tropischer Wirbelstürme gestrichen, weil diese Stürme erheblichen Schaden anrichteten und zu wesentlichen Personenschäden führten. Diese Namen wurden durch Martin und Owen ersetzt. Die nicht gestrichenen Namen wurden für die Atlantische Hurrikansaison 2022 erneut verwendet.
Alex, Bonnie, Colin, Danielle, Earl, Fiona, Gaston, Hermine, Ian, Julia, Karl, Lisa, Matthew, Nicole und Otto
Nicht zur Anwendung kamen:
Paula, Richard, Shary, Tobias, Virginie und Walter